# Brachydesmus magnus
Brachydesmus magnus är en mångfotingart som beskrevs av Pius Strasser 1971. Brachydesmus magnus ingår i släktet Brachydesmus och familjen plattdubbelfotingar. Inga underarter finns listade i Catalogue of Life.